# مقتل ليندا كوك
مقتل ليندا كوك
قُتلت ليندا كوك في بورتسموث في التاسع من ديسمبر عام 1986. تمت إدانة مايكل شيرلي (الملاح بالبحرية الملكية البريطانية البالغ من العمر ثماني عشر) بالخطأ وحكم علية بالسجن مدى الحياة. في عام 1992 تم تسليط الضوء من جديد علي هذة القضية كواحدة من مئة وعشرة قضايا محتمل أن تكون قد تم فيها تضليل العدالة في التقرير المقدم إلي وزارة الداخلية من قبل جمعية قومية لظباط تحت التدريب وجماعات العدالة للحرية والإدانة. بعدها تم تبرئة مايكل في نهاية المطاف في عام 2003 بواسطة محكمة الاستئناف بعدما تم استخراج البصمة الوراثية من عينات السائل المنوي من جسم الضحية مما اثبت انها لا تخص المتهم.
حدث مقتل كوك بمنطقة بوكلاند بعد ارتكاب ست اعتدائات جنسية عليها وقد أطلقت الصحافة علي القاتل اسم وحش بوكلاند. و سميت القضية بمقتل سندريلا  بعدما اكتشفت الشرطة آثار أقدام القاتل وبدأت البحث عن صاحب الآثار. وبسبب طبيعة القتل الوحشية التي تعرضت لها كوك كان علي الشرطة تحت ضغط العامة سرعة القبض علي الداني.
تُعد تبرئة شيرلي من التهمة الموجهة له بعدما كان قد قضي ستة عشر عامًا من مدتة أمرًا هامًا حيث كانت المرة الأولي التي تلغي فيها محكمة المملكة المتحدة حكمًا سابقًا وذلك بناءً علي دليل بصمة وراثية. وكانت أيضا المرة الأولي التي تدعم فيها لجنة مراجعه القضايا الجنائية استئنافًا مبني علي دليل بصمة وراثية جديد.

بعدما قضي شيرلي مدة 15 عام في السجن كان من الممكن إطلاق سراحه إذا اعترف بجريمته أمام مجلس إطلاق السراح المشروط لكنه إثر البقاء فالسجن حيث قال:
«أفضل الموت بالسجن علي ان اعترف بشيئًا لم ارتكبه. فقد كنت جاهز للبقاء بالسجن للأبد لإثبات برائتي.»